# سیارک ۲۵۵۶۲
سیارک ۲۵۵۶۲ (به انگلیسی: 25562 Limdarren، نامگذاری:1999XJ174)۲۵۵۶۲مین سیارک کشف شده‌است که در ۱۰ دسامبر ۱۹۹۹ کشف شد.